# Resolutie 2386 Veiligheidsraad Verenigde Naties
Resolutie 2386 van de Veiligheidsraad van de Verenigde Naties werd unaniem aangenomen door de VN-Veiligheidsraad op 15 november 2017. De resolutie verlengde het mandaat van de UNISFA-vredesmacht in de door Soedan en Zuid-Soedan betwiste regio Abyei tot midden mei 2018. Er werden ook voorwaarden gesteld aan verdere medewerking aan het Gezamenlijk Grenstoezichtsmechanisme (JBVMM).

## Standpunten
Soedan zei het JBVMM nooit in de weg te hebben gestaan, en dat er dus geen reden was om ermee te stoppen. Er was overleg geweest met de president van Zuid-Soedan. Men riep het buurland op sneller mee te werken aan de oprichting van het bestuur van Abyei. De Soedanese politie in Abyei zou niet langer nodig zijn zodra de nieuwe politiemacht van Abyei er was.
Zuid-Soedan stelde vrede in het vooruitzicht nu met de hulp van de Afrikaanse Unie naar een definitieve oplossing voor de kwestie-Abyei werd gezocht.
Begin november waren president Omar al-Bashir van Soedan en president Salva Kiir Mayardit van Zuid-Soedan overeengekomen tien weg-, spoor- en riviergrensovergangen te heropenen, hun troepen terug te trekken uit de Veilige Gedemilitariseerde Grenszone (SDBZ) en het Gezamenlijk Veiligheidscomité (JSC) te starten. Zuid-Soedan zou ook opnieuw gaan betalen om via pijpleidingen over Soedans grondgebied olie uit te voeren, als Soedan ervoor zorgde dat er geen wapens meer naar Zuid-Soedan werden gesmokkeld.

## Achtergrond
Al in de jaren 1950 was het zwarte zuiden van Soedan in opstand gekomen tegen het overheersende Arabische noorden. De vondst van aardolie in het zuiden maakte het conflict er enkel maar moeilijker op. In 2002 kwam er een staakt-het-vuren en werden afspraken gemaakt over de verdeling van de olie-inkomsten. Verschillende rebellengroepen waren hiermee niet tevreden en in 2003 ontstond het conflict in Darfur tussen deze rebellen en de door de regering gesteunde janjaweed-milities. Die laatsten gingen over tot etnische zuiveringen. In de daaropvolgende jaren werden in Darfur grove mensenrechtenschendingen gepleegd, waardoor miljoenen mensen op de vlucht sloegen.
In februari 2011 stemde een overgrote meerderheid van de inwoners van Zuid-Soedan in een referendum voor onafhankelijkheid. De regio Abyei, die tussen Noord- en Zuid-Soedan lag, werd echter door beide partijen opgeëist. Dit leidde tot veel geweld, waardoor meer dan 100.000 inwoners op de vlucht sloegen.

## Inhoud
In het vredesakkoord tussen Soedan en Zuid-Soedan uit 2011 was afgesproken om de SDBZ in te stellen langsheen hun grens, in afwachting van een akkoord over de definitieve grens. Het JBVMM zou erop toezien dat deze zone wapenvrij bleef. Door jarenlange onenigheid over de gedemilitariseerde zone, kwam van het toezicht erop ook weinig terecht. In zijn voorgaande resolutie had de Veiligheidsraad aangegeven dat de VN-vredesmacht in het betwiste Abyei niet langer zou meewerken aan het JBVMM als daar geen verandering in kwam. Ondanks de slechts beperkte voortgang, zou UNISFA nog tot 15 april 2018 blijven meewerken aan het JBVMM. Aan een verdere verlenging werden de volgende voorwaarden gekoppeld:
- UNISFA moest volledige bewegingsvrijheid krijgen in de SDBZ;
- Een aantal grensovergangen zou worden geopend;
- Er zou minstens één keer worden onderhandeld over de grensafbakening;
- Het ad hoc-comité van het 14-mijlsgebied zou opnieuw van start gaan. Dit comité moest de vrede met de Malual Dinka bewaren door afspraken te maken met de nomadische Rizegat als die dit graasgebied met hun vee betraden;
- Er zou worden meegewerkt aan het klaarmaken van de vier JBVMM-posten. Het Gezamenlijk Politiek- en Veiligheidsmechanisme (JPSM) zouden hiervoor minstens tweemaal bijeenkomen.

Voor het overige werd het mandaat van de vredesmacht tot 15 mei 2018 verlengd. De twee landen moesten ook nog steeds samen een bestuur en politiemacht oprichten in Abyei, hun eigen agenten er weghalen, en beginnen met onderhandelen over een definitieve oplossing voor de regio.
Lijst ·  2337 ·  2338 ·  2339 ·  2340 ·  2341 ·  2342 ·  2343 ·  2344 ·  2345 ·  2346 ·  2347 ·  2348 ·  2349 ·  2350 ·  2351 ·  2352 ·  2353 ·  2354 ·  2355 ·  2356 ·  2357 ·  2358 ·  2359 ·  2360 ·  2361 ·  2362 ·  2363 ·  2364 ·  2365 ·  2366 ·  2367 ·  2368 ·  2369 ·  2370 ·  2371 ·  2372 ·  2373 ·  2374 ·  2375 ·  2376 ·  2377 ·  2378 ·  2379 ·  2380 ·  2381 ·  2382 ·  2383 ·  2384 ·  2385 ·  2386 ·  2387 ·  2388 ·  2389 ·  2390 ·  2391 ·  2392 ·  2393 ·  2394 ·  2395 ·  2396 ·  2397